# Бери (Енглеска)
Бери (енгл. Bury) је град у Уједињеном Краљевству у Енглеској. Према процени из 2007. у граду је живело 61.034 становника.
Овде се налази ФК Бери.

## Становништво
Према процени, у граду је 2008. живело 61.034 становника.
| 1981.  | 1991.  | 2001.  |
| ------ | ------ | ------ |
| 61,785 | 62,633 | 60,718 |